# The Clemenceau Case
The Clemenceau Case er en amerikansk stumfilm fra 1915 af Herbert Brenon.

## Medvirkende
- Theda Bara som Iza
- William E. Shay som Pierre Clemenceau
- Mrs. Allen Walker som Marie Clemenceau
- Stuart Holmes som Constantin Ritz
- Jane Lee som Janet